# داو (سيف صيني)
سيف الداو الصيني (بالصينية: 刀) هو قسم من السيوف الصينية ذات حد واحد، تستخدم في المقام الأول للتقطيع. يمكن أن تكون مستقيمة أو منحنية. يُعرف الشكل الأكثر شيوعًا لها باسم "السيف الصيني"، على الرغم من أن السيوف ذات الشفرات الأوسع يُشار إليها أحيانًا باسم السيوف الصينية العريضة. في الصين، يعتبر الداو أحد الأسلحة التقليدية الأربعة، إلى جانب البندقية (العصا)، وتشيانغ (الرمح)، والجيان ( سيف ذو حدين)، ويسمى في هذه المجموعة " جنرال الأسلحة ".

## أصل الاسم
في اللغة الصينية ، يمكن تطبيق كلمة (刀) على أي سلاح ذو نصل ذو حد واحد وعادةً ما تشير إلى السكاكين . ولهذا السبب، يُترجم المصطلح أحيانًا على أنه سكين أو سكين سيف . ومع ذلك، في فنون الدفاع عن النفس الصينية وفي السياقات العسكرية، عادةً ما يكون المقصود هو إصدارات "السيف" الأكبر من الداو .[بحاجة لمصدر]

## الخصائص العامة

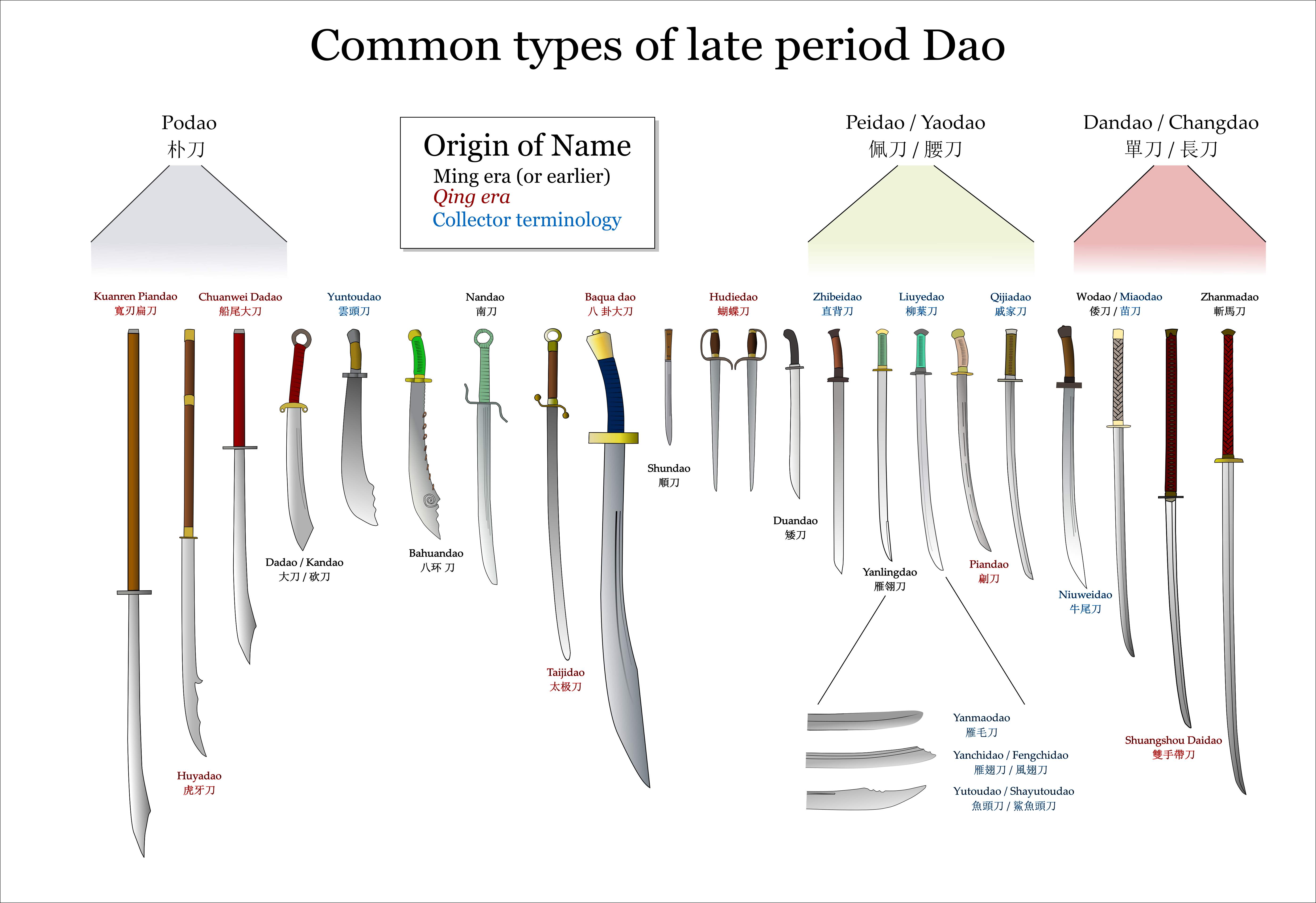
أنواع الداو

في حين أن الداو قد تنوع بشكل كبير على مر القرون، إلا أن معظم الداو الفردي في فترة مينغ وما بعدها والسيوف الحديثة المبنية عليه تشترك في العديد من الخصائص. شفرات الداو منحنية بشكل معتدل وذات حافة واحدة، على الرغم من شحذ الحافة الخلفية ببضع بوصات؛ يتيح لهم المنحنى المعتدل أن يكونوا فعالين بشكل معقول في الدفع. أحيانًا تكون المقابض مائلة، وتنحني في الاتجاه المعاكس للشفرة، مما يحسن التعامل في بعض أشكال الجروح والدفعات. عادة ما يتم لف السلك فوق خشب المقبض. يمكن أيضًا ثقب التلال مثل تلك الموجودة في جيان (السيف الصيني ذو النصل المستقيم) لإضافة حبال . ومع ذلك، فإن السيوف الحديثة المخصصة للعروض غالبًا ما تحتوي على شرابات أو أوشحة بدلاً من ذلك. عادةً ما تكون الواقيات على شكل قرص وغالبًا ما تكون مقعرة. كان هذا لمنع وصول مياه الأمطار إلى الغمد وتقاطر الدم إلى المقبض، مما يزيد من صعوبة الإمساك به. في بعض الأحيان تكون الواقيات عبارة عن قطع معدنية أرق ذات منحنى على شكل حرف S، حيث يحمي الطرف السفلي من المنحنى مفاصل أصابع المستخدم؛ وفي حالات نادرة جدًا، قد يكون لديهم حراس مثل حراس جيان .
تشمل الاختلافات الأخرى في النمط الأساسي باغوا داو الكبيرة وبوداو ذات المقبض الطويل .

## التاريخ المبكر

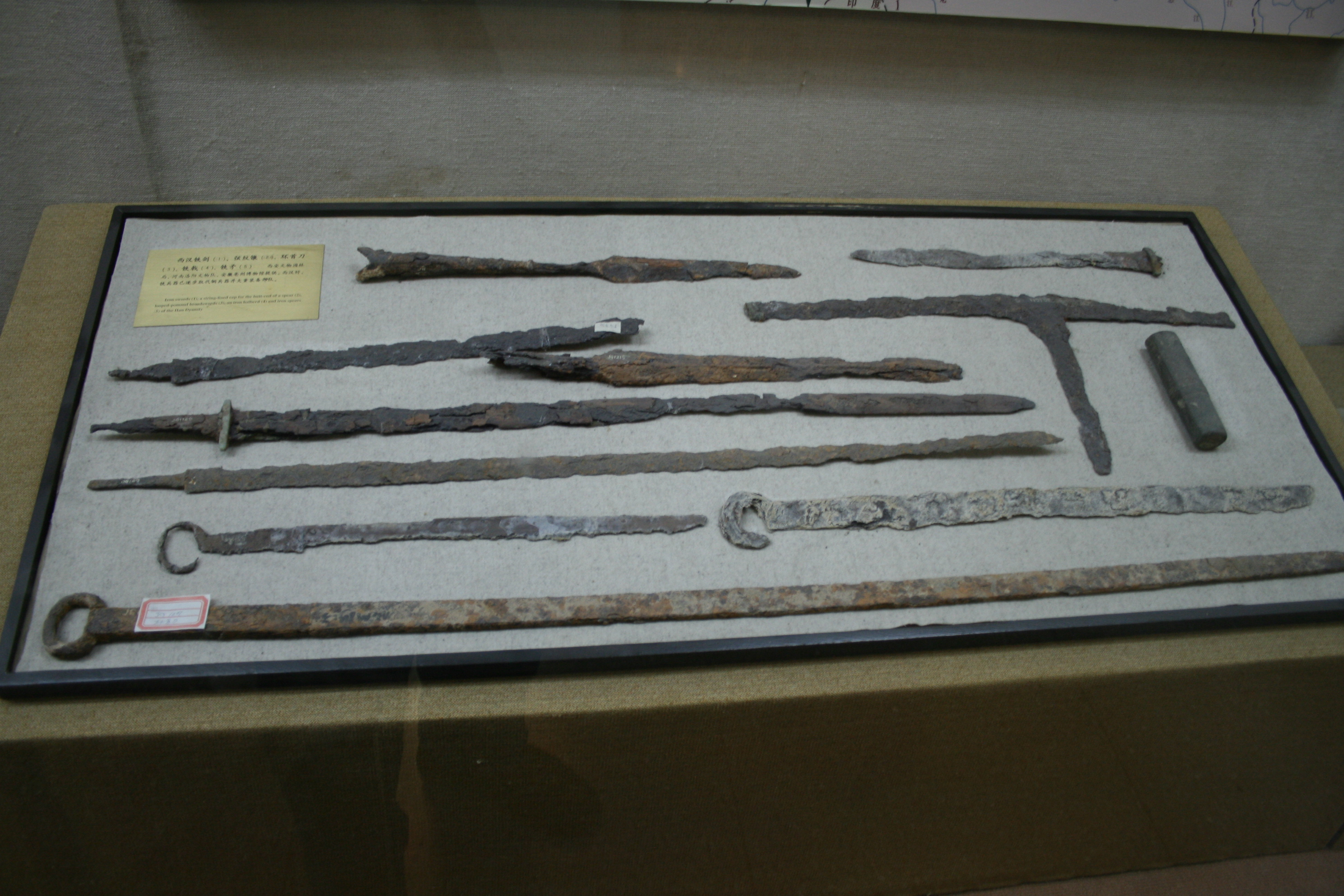
حلقة فولاذية من عهد أسرة هان برأس داو بأحجام مختلفة (أسفل).

يعود تاريخ أقدم داو إلى أسرة شانغ في العصر البرونزي الصيني ، وتُعرف باسم زيبيداو (直背刀) - سكاكين ذات ظهر مستقيم. وكما يوحي الاسم، كانت هذه الأسلحة ذات شفرات مستقيمة أو منحنية قليلاً ذات حافة واحدة. كانت هذه الأسلحة في الأصل برونزية، وكانت مصنوعة من الحديد أو الفولاذ في أواخر فترة الدول المتحاربة حيث أصبحت المعرفة المعدنية متقدمة بما يكفي للتحكم في محتوى الكربون. في الأصل كان أقل شيوعًا كسلاح عسكري من جيان  - النصل المستقيم ذو الحدين في الصين - أصبح الداو شائعًا لدى سلاح الفرسان خلال عهد أسرة هان بسبب متانته، وتفوقه كسلاح تقطيع، وسهولة الاستخدام النسبية - كان يقال عمومًا أن الأمر يستغرق أسبوعًا لتحقيق الكفاءة باستخدام الداو/الصابر، وشهرًا لتحقيق الكفاءة باستخدام تشيانغ /الرمح، وسنة لتحقيق الكفاءة باستخدام جيان /السيف المستقيم. بعد فترة وجيزة من بدء إصدار الداو للمشاة، بدأ استبدال جيان كسلاح قياسي.  كان الداو في أواخر عهد أسرة هان يتمتع بقبضات مستديرة وحلقات على شكل حلقة، ويتراوح طوله بين 85 و114 سم. تم استخدام هذه الأسلحة إلى جانب الدروع المستطيلة.
بحلول نهاية فترة الممالك الثلاث ، كان الداو ذو الحد الواحد قد حل محل جيان بالكامل تقريبًا في ساحة المعركة.  أصبح الجيان فيما بعد معروفًا كسلاح للدفاع عن النفس بالنسبة للطبقة الأرستقراطية العلمية، حيث يتم ارتداؤه كجزء من لباس المحكمة .

## سلالات سوي وتانغ وسونغ

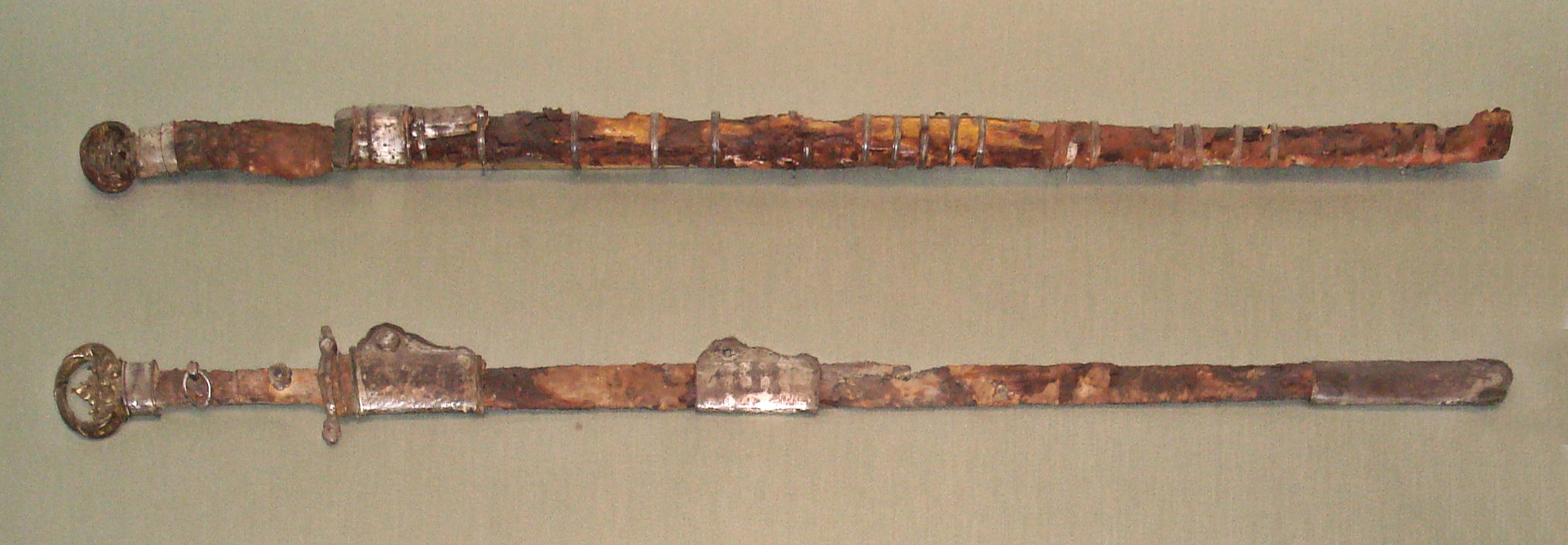
اثنان من سلالة سوي زيبيداو مع حلق على شكل حلقة.

كما هو الحال في السلالات السابقة، كان داو من أسرة تانغ مستقيمًا على طول النصل بالكامل. كان البيداو بيد واحدة ("حزام داو ") هو السلاح الجانبي الأكثر شيوعًا في عهد أسرة تانغ. أصبحت هذه تُعرف باسم هينداو (" الداو الأفقي " أو " الداو المتقاطع") بدءًا من عهد أسرة سوي السابقة فصاعدًا. تم أيضًا استخدام تشانغداو (" داو الطويل ") أو موداو باليدين في تانغ، مع تخصص بعض الوحدات في استخدامها.
خلال عهد أسرة سونغ ، كان أحد أشكال المشاة داو هو شوداو ، وهو سلاح تقطيع بنقطة مقطع. في حين تظهرها بعض الرسوم التوضيحية على أنها مستقيمة، فإن موسوعة سونغ العسكرية التي تعود للقرن الحادي عشر، ووجينغ زونغ ياو، تصورها بشفرات منحنية - ربما يكون تأثيرها من قبائل السهوب في آسيا الوسطى ، التي غزت أجزاء من الصين خلال فترة سونغ. يؤرخ أيضًا من الأغنية الداداو الذي يشبه الصقر، الزانماداو الطويل ذو اليدين ،  والبوزهانداو ذو المقبض الطويل بالمثل (步戰刀).

## سلالات يوان ومينغ وتشينغ

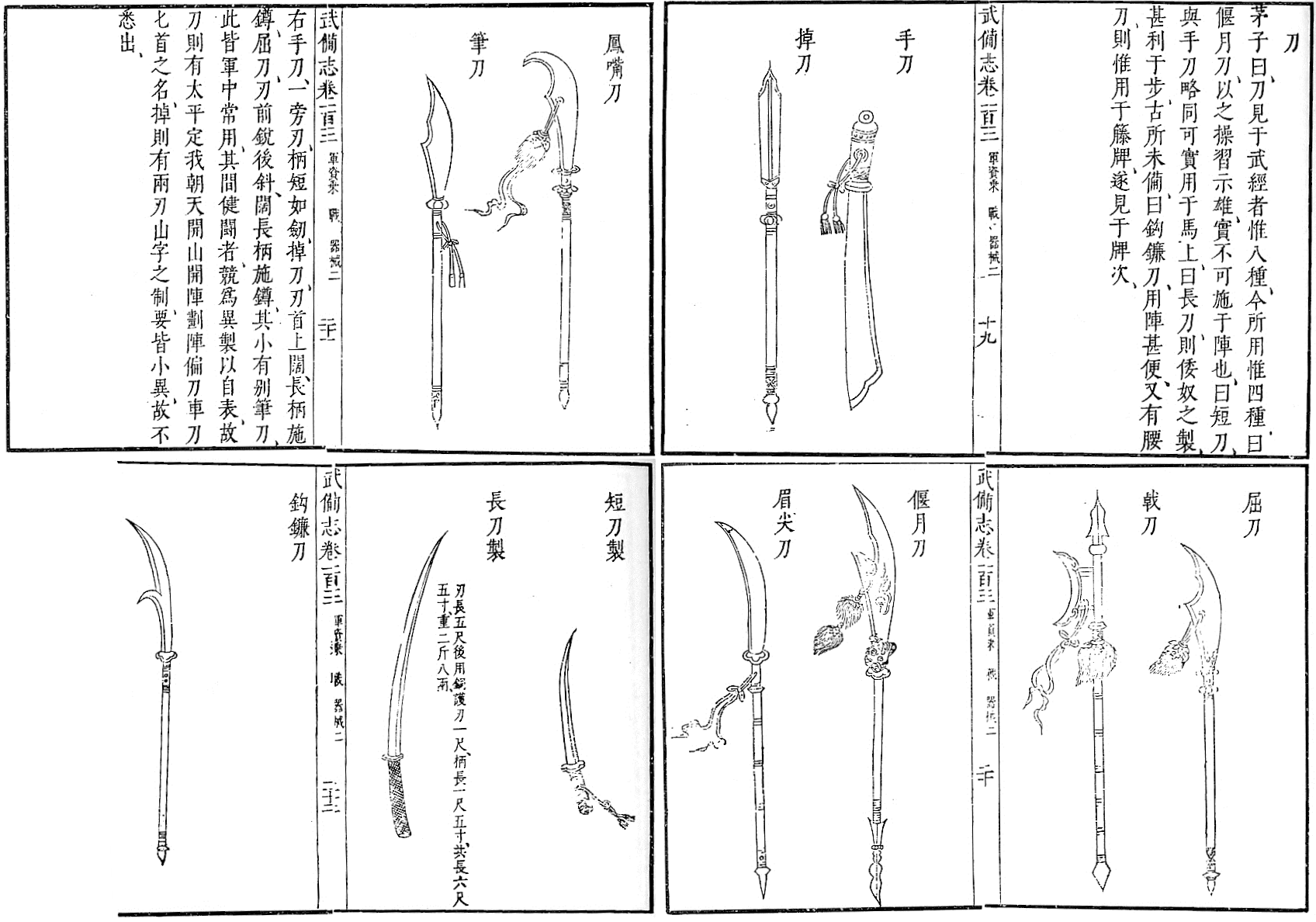
السيوف والأسلحة القطبية كما هو موضح في ووبي زهي ، بما في ذلك الداو.

مع الغزو المغولي للصين في أوائل القرن الثالث عشر وتشكيل أسرة يوان ، أصبح سيف السهوب المنحني له تأثير أكبر على تصاميم السيوف الصينية. تم استخدام السيوف من قبل الأتراك والتونغوسيين وشعوب السهوب الأخرى في آسيا الوسطى منذ القرن الثامن الميلادي على الأقل. لقد كان سلاحًا مفضلاً بين الطبقة الأرستقراطية المغولية. كان لفعاليته في حرب الخيالة وشعبيته بين الجنود في جميع أنحاء الإمبراطورية المغولية آثار دائمة.
في الصين، استمر النفوذ المغولي لفترة طويلة بعد انهيار أسرة يوان على يد مينغ ، واستمر خلال سلالتي مينغ وتشينغ ، مما أدى إلى زيادة شعبية الداو وإنتاج مجموعة متنوعة من الشفرات الجديدة. أصبحت الشفرات ذات الانحناء الأكبر شائعة، ويشار إلى هذه الأنماط الجديدة مجتمعة باسم بيداو (佩刀).  خلال منتصف عهد مينغ، ستحل هذه السيوف الجديدة محل جيان تمامًا كسلاح عسكري.  الأنواع الأربعة الرئيسية للبيداو هي:

### يانماوداو
يانماوداو أو "سيف ريشة الإوزة" مستقيم إلى حد كبير مثل زيبيداو السابق ، مع ظهور منحنى في مركز الإيقاع بالقرب من طرف النصل. يسمح هذا بتوجيه الهجمات والتعامل الشامل بشكل مشابه لتلك الخاصة بالجيان مع الحفاظ على الكثير من نقاط قوة الداو في القطع والقطع.

### ليويداو
ليويداو أو "سيف أوراق الصفصاف" هو الشكل الأكثر شيوعًا للسيف الصيني. ظهرت لأول مرة خلال عهد أسرة مينغ وتتميز بانحناء معتدل على طول النصل. أصبح هذا السلاح هو السلاح القياسي لسلاح الفرسان والمشاة، ليحل محل يانماوداو ، وهو نوع من السيف تستخدمه العديد من مدارس فنون الدفاع عن النفس الصينية .

### بيانداو
بيانداو أو "سيف القطع " هو داو منحني بعمق مخصص للقطع والقطع. هذا السلاح يشبه إلى حد كبير الشمشير والسيف. استخدمه المناوشات عمومًا مع الدرع .

### نيويداو
نيويداو أو "سيف ذيل الثور" هو سلاح ثقيل النصل ذو طرف مشتعل مميز. إنه النموذج الأصلي لـ "النشرة الصينية" لأفلام الكونغ فو اليوم. تم تسجيله لأول مرة في أوائل القرن التاسع عشر (النصف الأخير من أسرة تشينغ ) وكسلاح مدني فقط: لا يوجد سجل لإصداره للقوات، ولا يظهر في أي قائمة للأسلحة الرسمية. وبالتالي فإن ظهورها في الأفلام والأدب الحديث غالبًا ما يكون عفا عليه الزمن .

### أنواع أخرى
إلى جانب هذه الأنواع الأربعة الرئيسية من الداو، تم أيضًا استخدام الدوانداو أو "الداو القصير"، وهو سلاح مدمج بشكل عام على شكل ليويداو .  شهد داداو استمرارًا في الاستخدام، وخلال عهد أسرة مينغ ، تم استخدام كل من تشانغداو وزانماداو الكبيرين ذو اليدين ضد سلاح الفرسان في السهوب الشمالية ووكو ( القراصنة ) على الساحل الجنوبي الشرقي؛ ستستمر هذه الأسلحة الأخيرة (أحيانًا تحت أسماء مختلفة) في رؤية استخدام محدود خلال فترة تشينغ.  أيضًا، خلال عهد تشينغ، ظهرت أسلحة مثل نانداو ، ومتغيرات إقليمية في اسم أو شكل بعض من الداو المذكورة أعلاه، ومتغيرات أكثر غموضًا مثل "السيف العريض ذو الحلقات التسعة"، ومن المحتمل أن تكون هذه الأخيرة قد تم اختراعها للشوارع. المظاهرات والعروض المسرحية بدلاً من استخدامها كأسلحة. تُستخدم كلمة داو أيضًا في أسماء العديد من الأذرع القطبية التي تتميز بشفرة ذات حد واحد ، مثل بوداو وجوانداو .
الرمح الصيني والداو ( ليويداو ويانماوداو ) تم إصدارهما بشكل شائع للمشاة بسبب التكلفة وكمية أكبر نسبيًا من التدريب المطلوب للاستخدام الفعال للسيف الصيني المستقيم أو جيان . غالبًا ما يتم تصوير داو في الأعمال الفنية القديمة التي يرتديها الضباط والمشاة.
خلال عهد أسرة يوان وما بعدها، ظهرت بعض السمات الجمالية للسيوف الفارسية والهندية والتركية على الداو . يمكن أن تشمل هذه المنحوتات المعقدة على الشفرة و"اللؤلؤ المتدحرج": كرات معدنية صغيرة تتدحرج على طول الأخاديد الشبيهة بالشفرة.

## التاريخ الحديث

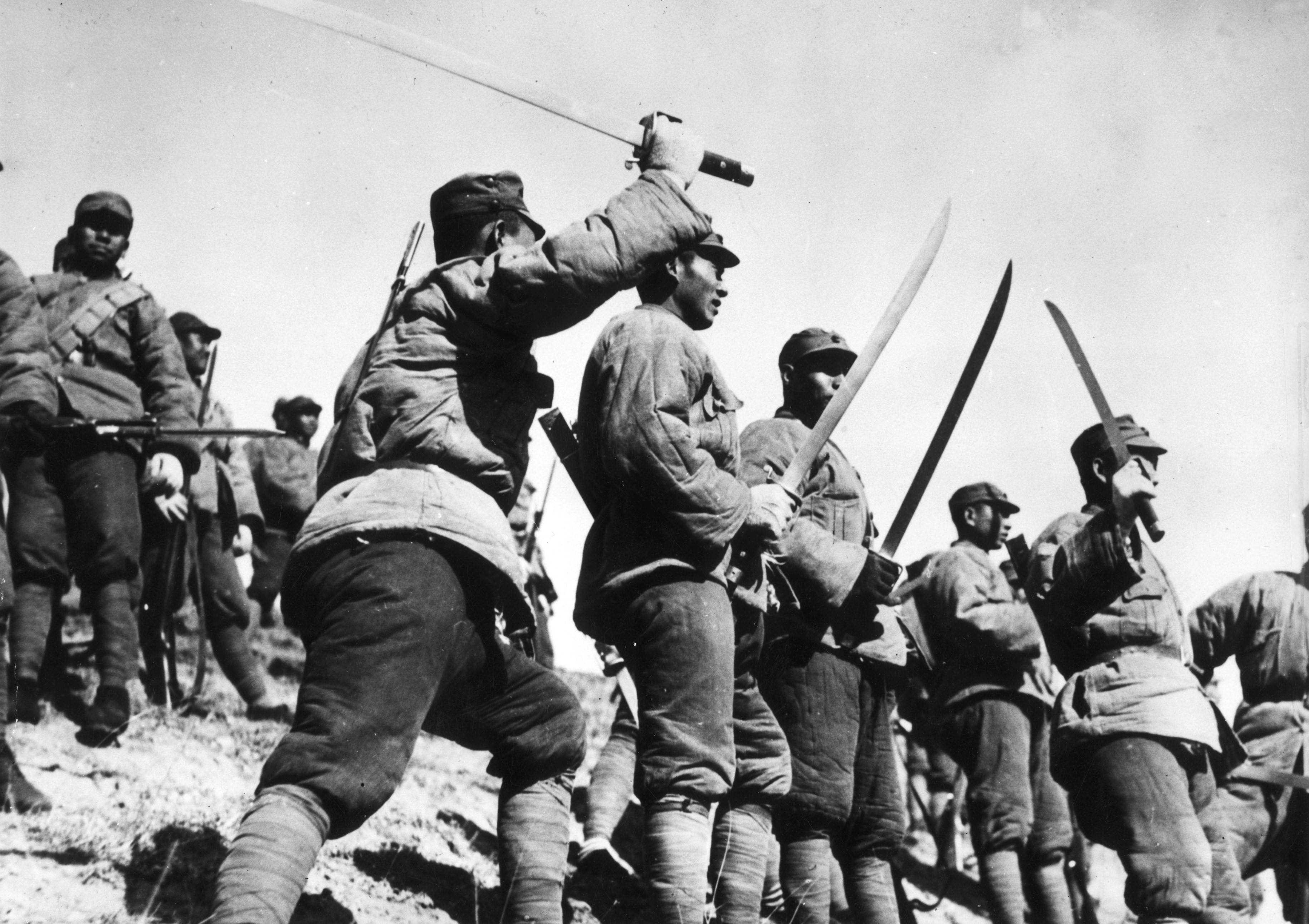
جنود صينيون من "وحدة السيف الكبير" أثناء الهجوم الياباني على مقاطعة ريهي ، الصين، 1933

تم استخدام داداو من قبل بعض وحدات الميليشيات الصينية ضد الغزاة اليابانيين في الحرب الصينية اليابانية الثانية ، بمناسبة " مسيرة السيف ". ال مياوداو ، سليل تشانغداو ، شهد الاستخدام أيضًا. وقد تم استخدامها خلال الكمائن المخططة للقوات اليابانية لأن الجيش الصيني وجماعات المقاومة الوطنية غالبًا ما كان لديهم نقص في الأسلحة النارية. [بحاجة لمصدر]
لا تزال معظم مدارس فنون الدفاع عن النفس الصينية تتدرب على نطاق واسع باستخدام الداو، حيث تعتبره أداة تكييف قوية وسلاحًا متعدد الاستخدامات، مع تقنيات الدفاع عن النفس التي يمكن نقلها إلى أشياء مماثلة الحجم أكثر شيوعًا في العالم الحديث، مثل العصي أو البيسبول أو مضارب الكريكيت. ، على سبيل المثال. تقوم بعض المدارس بتدريس السيف المزدوج شوانداو (雙 刀) والأشكال والمبارزة بداو واحد لكل يد.[بحاجة لمصدر]
يجب أن يكون مقياس واحد للطول المناسب للسيف من مقبض يدك، وطرف النصل عند الحاجب، وفي بعض المدارس، ارتفاع الكتف. وبدلا من ذلك، يجب أن يكون طول السيف من منتصف الحلق على طول الذراع الممدودة. هناك أيضًا إصدارات أكبر بكثير من الداو تُستخدم للتدريب في بعض مدارس باجوازانج.[بحاجة لمصدر]

### نانداو
نانداو أو " النشرة الجنوبية" هي ابتكار حديث يستخدم في ممارسة الووشو المعاصرة .

## في الووشو المعاصرة
يشير داوشو إلى الحدث التنافسي في الووشو تاولو الحديث حيث يستخدم الرياضيون الداو في الروتين. لقد كانت واحدة من أحداث الأسلحة الأربعة الرئيسية التي تم تنفيذها في بطولة العالم الأولى للووشو نظرًا لشعبيتها.  يتكون الداو نفسه من شفرة رفيعة تُصدر ضوضاء عند استخدام تقنيات الطعن أو القطع. بمرور الوقت، أصبحت الحافة أكثر هشاشة لإحداث المزيد من الضوضاء، وأصبح السيف أخف وزنًا للسماح بالتعامل بشكل أسرع، وأصبح علم نشرة عريضة أصغر ليصبح أقل تشتيتًا. أنشأ IWUF أيضًا ثلاثة إجراءات موحدة للمنافسة وممارسة أولية. تم إنتاج وتسجيل أول روتين إلزامي بواسطة تشاو تشانغ جون في عام 1989.
تتطلب إجراءات داوشو في المسابقات الدولية تقنيات سيف معينة، بما في ذلك:
- تشان تو (توأمة برودسوورد)
- غو نو، (التغليف بالسيف العريض)
- بي داو (قطعة عريض)
- تشا داو (دفعة عريضة)
- زون داو (هاك السيف العريض)
- غوا داو (باري هوكينغ السيف)
- يون داو (التلويح بسحابة عريضة)
- باي هوا داو (شكل معصم عريض 8 خلف الظهر).

فقط تقنيات Chán Tóu وGuƒ NƎo تحتوي على محتوى خصم (الرمز 62) حيث يجب إبقاء الجزء الخلفي من النصل قريبًا من الجسم. تم الحكم على إجراءات داوشو وفقًا لمعايير درجة الصعوبة في بطولة الووشو العالمية منذ عام 2005.

## سيوف مشابهة بالاسم
- داو وهو سيف هندي خاص بشعب الناغا.
- دا وهو سيف من بورما (ميانمار).